# Vaux-sur-Aure
Vaux-sur-Aure – miejscowość i gmina we Francji, w regionie Normandia, w departamencie Calvados.
Według danych na rok 1990 gminę zamieszkiwały 324 osoby, a gęstość zaludnienia wynosiła 43 osoby/km² (wśród 1815 gmin Dolnej Normandii Vaux-sur-Aure plasuje się na 573. miejscu pod względem liczby ludności, natomiast pod względem powierzchni na miejscu 680.).